# Pampas (Huancavelica)
Pampas ist eine Stadt in der Region Huancavelica in Zentral-Peru. Die Stadt ist Sitz der Provinzverwaltung von Tayacaja und befindet sich in dem Distrikt Pampas. Beim Zensus 2017 lag die Einwohnerzahl bei 7839, 10 Jahre zuvor bei 6027.

## Geographische Lage
Die Stadt liegt 240 km ostsüdöstlich der Landeshauptstadt Lima. Sie liegt in einem Hochtal der Zentralkordillere, welches vom Flüsschen Río Upamayo in östlicher Richtung zum Río Mantaro durchflossen wird. Die Stadt liegt auf einer Höhe von 3276 m. Eine teilweise asphaltierte Straße verbindet den Ort mit den nächstgelegenen Großstädten Huancayo (im Norden) und Ayacucho (im Süden).

## Klima
Die Stadt befindet sich in der Quechua-Höhenzone. Es herrscht gemäßigtes Klima ist semiariden Sommern mit moderaten Regenfällen vor. Die Durchschnittstemperaturen schwanken zwischen 10 und 13 °C. In den Monaten Juni bis August erreichen die durchschnittlichen Tiefsttemperaturen Werte nahe dem Gefrierpunkt.